# Jimy Soudril
Jimy Soudril (* 29. April 1998 in Laval) ist ein französischer Sprinter, der sich auf die 400-Meter-Distanz spezialisiert hat.

## Sportliche Laufbahn und Leben
Erste internationale Erfahrungen sammelte Jimy Soudril im Jahr 2025, als er bei den Halleneuropameisterschaften in Apeldoorn in 45,59 s die Bronzemedaille im 400-Meter-Lauf hinter dem Ungarn Attila Molnár und Maksymilian Szwed aus Polen gewann. 2022 wurde er mit einer zweijährigen Dopingsperre belegt, da er positiv auf Clomifen getestet wurde. Kurz nach den Halleneuropameisterschaften schied er bei den Hallenweltmeisterschaften in Nanjing mit 47,28 s in der ersten Runde über 400 Meter aus.
2025 wurde Soudril französischer Hallenmeister im 400-Meter-Lauf.

## Persönliche Bestleistungen
- 200 Meter: 21,22 s (+1,0 m/s), 7. Juli 2024 in Caen
  - 200 Meter (Halle): 21,17 s, 19. Januar 2025 in Nantes
  - 400 Meter (Halle): 45,59 s, 8. März 2025 in Apeldoorn